# Maravehtapeh (Verwaltungsbezirk)
Maravehtapeh (persisch شهرستان مراوه‌تپه) ist ein Schahrestan in der Provinz Golestan im Iran. Er enthält die Stadt Maravehtapeh, welche die Hauptstadt des Verwaltungsbezirks ist.

## Kreise
- Zentral (بخش مرکزی)
- Ghalidagh (بخش گلی‌داغ)

## Demografie
Bei der Volkszählung 2016 betrug die Einwohnerzahl des Schahrestan 60.953. Die Alphabetisierung lag bei 80 Prozent der Bevölkerung. Knapp 14 Prozent der Bevölkerung lebten in urbanen Regionen.
| Zensusjahr | Einwohnerzahl |
| ---------- | ------------- |
| 2011       | 55.821        |
| 2016       | 60.953        |